# NGC 369
NGC 369 je galaksija u zviježđu Kit.

## Vanjske poveznice
- SEDS: NGC 369